# Alessandro Giannessi
Alessandro Giannessi (* 30. května 1990 La Spezia) je italský profesionální tenista hrající levou rukou. Ve své dosavadní kariéře na okruhu ATP World Tour nevyhrál žádný turnaj. Na challengerech ATP a okruhu ITF získal do září 2016 šest titulů ve dvouhře a sedm ve čtyřhře.
Na žebříčku ATP byl ve dvouhře nejvýše klasifikován v dubnu 2012 na 126. místě a ve čtyřhře pak v říjnu 2013 na 171. místě. Trénují ho Gabrio Castrichella a Eduardo Infantino.
V italském daviscupovém týmu neodehrál žádné utkání.

## Tenisová kariéra
V rámci hlavních soutěží událostí okruhu ITF debutoval v dubnu 2006, když na turnaj v Cremoně obdržel divokou kartu. V úvodním kole podlehl Němci Matthiasovi Bachingeru. Premiérový singlový titul v této úrovni vybojoval v listopadu na madridském Futures po finálové výhře nad Španělem Javierem Martím. Do elitní světové dvoustovky prvně postoupil v žebříčkovém vydání z 11. září 2011 po čtvrtfinále challengeru ve Štětíně.
Ve dvouhře okruhu ATP World Tour vyhrál první zápas na bukurešťském BRD Năstase Țiriac Trophy 2011, kam postoupil z kvalifikace. Na úvod zdolal španělskou osmičku Alberta Montañése a ve druhém kole Frederica Gila. Ve čtvrtfinále jej zastavila španělská turnajová čtyřka Pablo Andújar.
V hlavní soutěži série ATP Masters debutoval na Monte-Carlo Rolex Masters 2012, kde jej v první fázi vyřadil krajan Filippo Volandri. Premiérový titul na challengerech pak dosáhl v září 2013. Ve finále čtyřhry v marockém Meknesu zdolal s Gianlucou Nasem španělskou dvojici Gerard Granollers a Jordi Samper-Montana.
Debut v hlavní soutěži nejvyšší grandslamové kategorie zaznamenal při svém devátém startu v kvalifikacích majoru, když prošel kvalifikačním sítem US Open 2016. V úvodním kole mužské dvouhry vyhrál divoký pětisetový duel s Američanem Denisem Kudlou, v němž obdržel i soupeři uštědřil kanára.

## Tituly na challengerech ATP a okruhu Futures
| Legenda            |
| ------------------ |
| Challengery (1 Č)  |
| Futures (6 D, 6 Č) |

### Dvouhra (6)
| č. | datum              | turnaj            | povrch | soupeř ve finále | výsledek           |
| -- | ------------------ | ----------------- | ------ | ---------------- | ------------------ |
| 1. | 21. listopadu 2010 | Madrid, Španělsko | antuka | Javier Marti     | 7–5, 6–2           |
| 2. | 22. března 2011    | Aosta, Itálie     | antuka | Eduardo Struvay  | 6–4, 7–6(9–7)      |
| 3. | 26. června 2011    | Viterbo, Itálie   | antuka | Janez Semrajč    | 6–3, 6–0           |
| 4. | 3. srpna 2011      | La Spezia, Itálie | antuka | Daniele Giorgini | 6–2, 6–3           |
| 5. | 6. června 2015     | Lodi, Itálie      | antuka | Yann Marti       | 6–7(6–8), 7–5, 6–4 |
| 6. | 12. července 2015  | Sassuolo, Itálie  | antuka | Gianluca Naso    | 4–6, 6–3, 6–2      |

### Čtyřhra (7)
| č. | datum           | turnaj            | povrch | spoluhráč        | soupeři ve finále                      | výsledek         |
| -- | --------------- | ----------------- | ------ | ---------------- | -------------------------------------- | ---------------- |
| 1. | 30. srpna 2009  | Piombino, Itálie  | tvrdý  | Claudio Grassi   | Philippe De Bonnevie Colin O'Brien     | 6–1, 4–6, [10–5] |
| 2. | 27. září 2009   | Alghero, Itálie   | tvrdý  | Federico Gaio    | Vasek Pospisil Marcus Willis           | 6–2, 7–5         |
| 3. | 7. června 2010  | Bergamo, Itálie   | antuka | Frederik Nielsen | Stefano Ianni Matteo Volante           | 6–4, 7–6(7–3)    |
| 4. | 20. června 2010 | Padova, Itálie    | antuka | Federico Torresi | Paolo Beninca Matteo Viola             | 6–1, 7–6(7–3)    |
| 5. | 1. srpna 2010   | La Spezia, Itálie | antuka | Flavio Cipolla   | Thomas Fabbiano Walter Trusendi        | 6–2, 7–6(9–7)    |
| 6. | 14. srpna 2011  | Appiano, Itálie   | antuka | Stefano Ianni    | Andres Molteni Marco Trungelliti       | 6–2, 6–0         |
| 1. | 14. září 2013   | Meknes, Maroko    | antuka | Gianluca Naso    | Gerard Granollers Jordi Samper-Montana | 7–5, 7–6(7–3)    |